# Себастян Чесек
Себастян Чесек або Чешек (фігурує як Себастьян Розвадівський)(? — після 1612 р.) — львівський скульптор.

## Життєпис
Ймовірно, родом із Кракова, навчання скоріш за все проходив там же. Від 1573 року жив і працював у Львові. Від заснування мулярського цеху у 1582 році був його членом і старшиною. Пропрацював у Львові близько 40 років, однак доробок залишається неідентифікованим. Достеменно відомо лише про пізньоренесансний надгробок Катерини Рамултової в костелі святого Варфоломія у Дрогобичі. Виконаний 1573 року з мармуру з використанням алебастру в деталях. Робота підписана «Hoc opvs Sebastiani Cesek Craco[viensis], civis Leopol[iensis], 1573». Відомо, що 1581 року працював у Львові спільно із Себастьяном Мочигембою і Мартином Штучним над спорудженням дому єврея Мошка та ризниці попереднього монастиря бернардинців. 1581 року між магістратом Себастяном Чешеком та Себастяном Мочигембою про будівництво і засклеплення «кам'яної водяної скрині» (ймовірно, басейну) при міській лазні. Посередині мав стояти стовп зі статуєю лева, а краї «скрині» планувалось оздобити гзимсами та візерунками. Для будівництва уживано матеріал із голосківських каменоломень. 1598 року співпрацював із Войцехом Капіносом молодшим. Мечислав Гембарович приписує Чешеку рельєф «Увірування святого Фоми», вмонтований у стіну однієї з каплиць латинського кафедрального собору у Львові. Рельєф походить із розібраної у XVIII ст. каплиці Томи Піравського. Ще одна гіпотетична атрибуція Гембаровича — постать Костянтина Острозького на надгробку в Києво-Печерській лаврі. Вона однак викликає сумнів у мистецтвознавця Володимира Любченка, який вбачає тут почерк майстра північної школи. Любченко також знаходить подібності з манерою Чешека у статуї святого Павла каплиці Кампіанів, у стінному надгробку Яна Гербурта і його дружини Катерини Дрогойовської костелу в Скелівці, надгробку Вацлава Дідушицького (за іншими даними — когось із Гербуртів) з костелу львівського монастиря домініканців. Можливо, був автором верхньої частини надгробка, встановленого 1580 року в костелі Внебовзяття Пресвятої Діви Марії в Жидачеві померлим 1570, 76, 81 років дітям (відповідно, сину та двом донькам) Станіслава Даниловича.

* * *
У числі перших миколаївських міщан був видатний львівський ляпіцида (скульптор) Себастьян Чешек (+ після 1612 р.), який був райцем (радним) миколаївського магістрату, про що свідчать грамота від 10 грудня 1607 р., внесена у книги Львівського гродського суду[i], та інші документи. Околиці міста були багаті  вапняком та алебастром. В Красові, Поляні та в околицях Миколаєва добували камінь, з якого збудований весь старий Ринок у Львові. Відомі львівські зодчі Петро Барбон, Павло Римлянин та Войтех Капінос використовували цей камінь на своїх будовах. Місцеві жителі мали давні навики обробки каменю. Не випадково вихідцю з цих місць Петру Красовському, представникові знаної родини львівських братчиків судилося стати одним з кращих львівських зодчих. Дослідники часто відносять зачинателя ренесансного стилю в українському зодчестві Петра Красовського (+ після 1582 р.) до італійців чи поляків, не звертаючи уваги, що він так і не вступив до львівського цеху мулярів, зодчих і ляпіцид, куди не приймали некатоликів, і що виглядало нетипово для італійця, звиклого до цехового життя. Він виконував переважно замовлення православних або вірменських замовників теж навряд чи випадково. Італійські мотиви в творчості автора каплиці Трьох святителів – кам’яної різьбленої тридільної галицької церкви з ренесансними орнаментами – могли бути просто результатом навчання в Джованні Марія Моска на прізвисько Падовано, який у 1530–1574 рр. працював у Кракові, Тарнові та Фельштині біля Добромиля.
Себастьян Чешек також навчався у Кракові у Падовано, потім вступив до львівського цеху зодчих, каменярів і ляпіцид, членом правління якого був з 1582 до 1612 р. У своїй майстерні у Миколаєві він виконував замовлення для Львова, Замостя, Дубецька. З його скульптур найбільш відомі – надгробок Катерини Рамултової з костьолу у Дрогобичі (1573), надгробок Миколи Гербурта з домініканського костьолу у Львові (1584), статуя “Увірування Фоми”, яка стоїть нині в Латинському соборі у Львові, а колись прикрашала каплицю Фоми Піравського (1610), статуя апостола Павла з каплиці Камп’янів. Його вважають автором надгробків Яна Гербурта (1577) та Катерини Дрогойовської у Фельштині і знаменитого надгробка князя Костянтина Івановича Острозького в Успенському соборі Києво-Печерської Лаври, який загинув разом з собором у 1941 р.
Майстерня Себастьяна Чешека в Миколаєві була великою, там мусило працювати багато підмайстрів та учнів. У серпні 1591 р. скульптор скаржився, що з Замостя до Миколаєва прислали всього 36 возів, на яких не поміщалися всі скульптурні деталі замовлення. Різьблені портали та інші частини декорів для будов Замостя, а також деталі фонтану за рисунками Санті Гуччі були виготовлені в цій майстерні[ii].
Себастьян Чешек був також будівничим і військовим інженером. Саме за його проектом і під його керівництвом у 1611 р. в Розвадові біля дністровської переправи розпочалося будівництво фортеці Табір з фабрикою селітри та складами. В документах Дроговизького староства, яке опікувалося цим будівництвом, Себастьян Чешек фігурує як Себастьян Розвадівський[iii]. Можна не сумніватися, що проект міських укріплень з добре продуманою системою природного захисту (використання потоків-струмків та боліт) і проект костьолу був здійснений також С. Чешеком. Інша річ, що костьол будувався довго і що було реалізовано від початкового проекту Чешека встановити неможливо. 
Наприкінці життя перебирається жити до Розвадова.
[i] ЦДІА України у Львові. Ф. 9. Оп. 1. Спр. 393. Л. 782–785.
[ii] ЦДІА України у Львові. Ф. 9. Оп. 1. Спр. 393. Л. 782–785.
[iii] Ярослав Николович. Коли прокидається лицар. С. 29.

«Матеріали статті дозволяється використати відповідно до ліцензії Creative Commons Attribution/Share-Alike»